# Гинзбург, Людмила Наумовна
Людми́ла Нау́мовна Ги́нзбург (16 января 1916, Аккерман, Бессарабская губерния — 26 декабря 2001, Одесса) — советский и украинский музыкальный педагог, профессор кафедры специального фортепиано Одесской консерватории им. А. В. Неждановой (ныне ОГНМА).
Заведующая кафедрой специального фортепиано Одесской консерватории (до 2001 года), Заслуженная артистка УССР (1989), лауреат и дипломант Национальных и Всесоюзных конкурсов.

## Музыкальное образование
Родилась в Аккермане (ныне Белгород-Днестровский), закончила Одесскую консерваторию в 1936 году в классе профессора М. М. Старковой и аспирантуру при Московской консерватории в 1946 году в классе профессора Г. Г. Нейгауза. Непродолжительное время являлась ассистенткой Г. Г. Нейгауза, затем была приглашена ректором Одесской консерватории, композитором К. Ф. Данькевичем на должность доцента кафедры специального фортепиано, где и проработала всю последующую жизнь.

## Деятельность
Концертная жизнь Л. Н. Гинзбург началась в студенческие годы в качестве солистки и концертмейстера Одесской филармонии в довоенный период одновременно со Святославом Рихтером, с которым была дружна всю свою жизнь, как и с Эмилем Гилельсом, Яковом Заком — сокурсниками по Одесской консерватории. Участвовала в Первом Всеукраинском конкурсе (1934, лауреат) и во Втором Всесоюзном конкурсе пианистов в Ленинграде (1935, дипломант).
"На выпускном экзамене в аспирантуре Московской консерватории им. П.И. Чайковского (1946 г., класс профессора Г.Г. Нейгауза) Людмила Наумовна совместно со Святославом Рихтером исполнила Второй фортепианный концерт С.С. Прокофьева. После окончания аспирантуры она была приглашена на должность ассистентки в класс своего профессора и руководителя Г.Г. Нейгауза.

Вскоре Гинзбург получила предложение от ректора Одесской консерватории К.Ф. Данькевича занять должность доцента кафедры специального фортепиано. Выдающиеся пианистические данные Л.Н. Гинзбург в сочетании с наследованием уникальных методических традиций Г.Г. Нейгауза контрастно отличали ее педагогический метод от провинциального ремесла послевоенной одесской профессуры, что стало притягательной силой для молодых талантливых студентов. Это отмечал и С.Т. Рихтер. Как впоследствии рассказывала Людмила Наумовна, в этот период ее вызвал ректор и предупредил: “Чтобы не было разговоров, будто вы переманиваете учеников у других, занимайтесь как-то скромнее…”

Ректорское определение по своему существу было некорректным, ибо её уроки творчества в корне отличались от регулярных, но рутинных замечаний “тружеников от ремесла”. Однако “труженики” не унимались, а их последователи (чьи имена известны художественной общественности) продолжали упреки в “смертных грехах” даже после её кончины. На одном из интернет-форумов аноним – ZORG-88 (из вышеназванной когорты “доброжелателей”) красочно описывает – как “она мазала” и сколь скромен её исполнительский уровень.

Плотный анонимный заслон вокруг её имени, искусственные перерывы в сольных филармонических выступлениях и концертах с оркестром порой достигали десяти лет – эти и другие факторы являлись поводом для чиновников, задерживавших утверждение её в звании профессора до 1989 года – т.е. почти на полвека.
Тем не менее её выступления в Большом зале Одесской филармонии, в отдельных концертах на Украине и за рубежом становились настоящим праздником, восхищая музыкантов с мировыми именами. По свидетельству её коллеги по консерватории и по классу Г.Г. Нейгауза профессора С.Л. Могилевской – как с нескрываемым интересом её расспрашивала М. Аргерих – “кто такая Гинзбург в далекой Одессе, которой всегда восхищался знаменитый Шура Черкасский?”

Её высочайший творческий потенциал ценила вся пианистическая элита Украины – профессора Т. Кравченко, В. Топилин (Киев), А. Александров (Киев-Москва), М. Крушельницкая и О. Крыштальский (Львов) и многие другие. Её авторитет играл решающую роль в сохранении высочайшей репутации одесской пианистической школы до конца XX века."
Вела активную концертную деятельность в Одессе и за рубежом (Финляндия, Германия, Франция). Сольные концерты и выступления с оркестром Л. Н. Гинзбург воспринимались слушателями, как музыкальные праздники, о чём свидетельствуют многочисленные рецензии, отклики в прессе, а также мнения её знаменитых коллег - С.Рихтера, Э.Гилельса, М.Аргерих, Ш.Черкасского и др. В репертуаре пианистки произведения И. С. Баха, В. А. Моцарта, Л.ван Бетховена, Ф.Шопена, Р.Шумана, Э.Грига, И.Брамса, С.Прокофьева, а также украинских композиторов - К.Данькевича, С.Орфеева, Ю.Знатокова, О.Красотова. Регулярные выступления с произведениями одесских композиторов на различных форумах обеспечили ей членство в Союзе композиторов Украины (исполнительская секция).
Педагогическая деятельность Л. Н. Гинзбург ознаменована высоким авторитетом среди коллег Украины, России и за рубежом. Около 100 её выпускников продолжают высокие традиции одесской пианистической школы, а также педагогические принципы Г. Г. Нейгауза. Среди её учеников известные музыканты — Нар.арт. УРСР, профессор Л.Марцевич, Засл.арт. России В.Соболевский, лауреаты международных конкурсов С.Терентьев, Юрий и Ольга Щербаковы, профессора  А.Б.Зелинський, Ю.Б.Дикий, П.С.Чуклин, А.М.Гончаров, А.П.Сотова, А.В.Повзун и многие другие.

## Дискография
ДПСВ −194, Куопио Финляндия. 1993;

## Труды
- Воспоминания о К. Ф. Данькевиче.// Эмиль Гилельс: консерватория середины 1930 годов. В кн.: Одесская консерватория, Забытые имена новые страницы, // Одесса, 1994.;
- Развитие методического опыта трехступенчатого косерваторского образования;// Памяти Якова Зака и Святослава Рихтера, в кн.: Одесская консерватория. Славные имена, новые страницы. Одесса 1998.

## Отзывы, рецензии, интервью
- А.Розен. «Романтическая традиция – это современно!» Интервью с профессором Юрием Диким. «Вечерняя Одесса» от 20 июня 2002 г.
- М.Галушко. Вспоминая Людмилу Гинзбург. Интервью с профессором Юрием Диким. «Вечерняя Одесса», от 26 января 2006 г.
- К.Раух. Людмила Гинзбург: «В творческой жизни я была счастлива...»
- Газета «Тиква» — http://viknaodessa.od.ua/newspaper/news/?3964
- О.Владимирский «Людмила Гинзбург принесла жертву Одессе». «Вечерняя Одесса» от 18 января 2007 г.
- М.Найдорф. Значимое прошлое. http://frodian.livejournal.com/21462.html
- М.Найдорф. Встреча памяти Л. Н. Гинзбург в Музее истории … http://lnginzburg.narod.ru/Mnaydorf_LG-meeting.htm
- Ю.Дикий. Яков Зак и Людмила Гинзбург - коллеги друзья... Альманах "Мория", №10, 2008, Одесса.
- Ломоносова Н.О. Людмила Гинзбург: педагог, исполнитель, человек. - Одесса: Редакционно-издательский отдел областного управления по печати, 1993. - 78 с.

## Память
- В Одесской национальной музыкальной академии им. А. В. Неждановой была учреждена стипендия имени Л. Н. Гинзбург для талантливых студентов-пианистов. Первыми лауреатами стипендии стали Соня Урываева и Георгий Кожухарь[2].
- В 2007 году именем Людмилы Гинзбург был назван переулок на окраине Одессы.
- 16 января 2006 года в городе Одессе на фасаде дома по улице Ришельевской, 35/37, была открыта мемориальная доска в память о Л. Н. Гинзбург со следующим текстом: «В этом доме с 1971 по 2001 годы проживала пианистка, заслуженная артистка Украины, профессор Людмила Наумовна Гинзбург (1916—2001)»[3][4].
- 31 марта 2014 года памяти Л. Н. Гинзбург был дан концерт в Одесском училище искусств и культуры имени К. Ф. Данькевича[5].
- На базе училища искусств и культуры имени К. Ф. Данькевича регулярно проводятся открытые фестивали-конкурсы студентов-пианистов учебных заведений искусств первого и второго уровней аккредитации, посвященный памяти профессора Одесской консерватории, заслуженной артистки Украины Людмилы Гинзбург[6].
- 26 апреля 2015 года в Одесской национальной музыкальной академии имени А. В. Неждановой анонсирован конкурс студентов и аспирантов кафедры специального фортепиано памяти заслуженной артистки Украины, профессора Л. Н. Гинзбург[7].
- 26 апреля 2016 года одесский переулок Щорса стал переулком Людмилы Гинзбург[8].

## Видеоматериалы
- Людмила Гинзбург и Юрий Дикий в авторской программе Натальи Смирновой “Бельэтаж”. Отрывки из программы. (2001)
- Юрий Дикий о своем учителе — профессоре Людмиле Наумовне Гинзбург
- Юрий Дикий играет на юбилее профессора Л. Н. Гинзбург
- Памяти профессора Людмилы Гинзбург